# غراي هورن
غراي هورن (بالإنجليزية: Gray Horn)‏ هو منافس ألعاب قوى أمريكي، ولد في 18 فبراير 1990.

## وصلات خارجية
- غراي هورن على موقع الاتحاد الدولي لألعاب القوى (الإنجليزية)